# Hansruedi Müller (Bobfahrer)
Hansruedi Müller (* 8. November 1940 in Koblenz AG) ist ein ehemaliger Schweizer Bobpilot.

## Werdegang
Bei den Olympischen Winterspielen 1968 in Grenoble erreichte Müller im Viererbob von René Stadler mit Robert Zimmermann und Ernst Schmidt den 12. Rang. Sein grösster Erfolg war der Gewinn des Europameistertitels bei der Bob-Europameisterschaft 1972 in St. Moritz. Mittlerweile war Müller der Pilot und gewann mit seinen Anschiebern Herbert Ott, Rudolf Born und Hans Hiltebrand vor den Bobs aus Deutschland und Österreich. Mehrfach war er Schweizer Meister im Bobsport.